# Elektra: The Album
Elektra: The Album é o álbum da trilha sonora do filme Elektra estrelado pela atriz Jennifer Garner. Foi lançado em 2005 pela gravadora Wind-Up Records.
| Críticas profissionais                                                      | Críticas profissionais |
| Avaliações da crítica                                                       | Avaliações da crítica  |
| Fonte                                                                       | Avaliação              |
| --------------------------------------------------------------------------- | ---------------------- |
| All Music Guide                                                             | [ 1 ]                  |
| Esta tabela precisa de ser acompanhada por texto em prosa. Consulte o guia. |                        |

## Faixas
1. Strata - Never There (She Stabs)
2. Jet - Hey Kids
3. The Donnas - Everyone Is Wrong
4. Switchfoot - Sooner or Later
5. Finger Eleven - Thousand Mile Wish (Elektra mix)
6. Megan McCauley - Wonder
7. Taking Back Sunday - Your Own Disaster
8. Evanescence - Breathe No More
9. 12 Stones - Photograph
10. Alter Bridge - Save Me
11. The Dreaming - Beautiful
12. Submersed - Hollow
13. Hawthorne Heights - Angels With Even Filthier Souls
14. The Twenty Twos - 5 Years
15. Full Blown Rose - In The Light